# Trabea (poeta)
Quinto Trabea (in latino Quintus Trabea; fl. III-II secolo a.C.) è stato un poeta e commediografo romano fiorito nel III-II secolo a.C., ricordato come autore di fabulae palliatae.
La sua opera è per interamente perduta, se si eccettuano gli unici due frammenti noti, tramandati da Cicerone. 
(Frammento in Cicerone, Tusculanae IV, 67)
Viene ricordato dall'erudito Volcacio Sedigito che, nella prima metà del I secolo a.C., include Trabea all'ottavo posto del suo particolare canone dei maggiori autori comici latini. Nel canone, tramandatoci dalle Notti attiche di Aulo Gellio, Trabea occupa l'ottavo posto, precedendo Luscio ed Ennio.